# アライド・フォース作戦

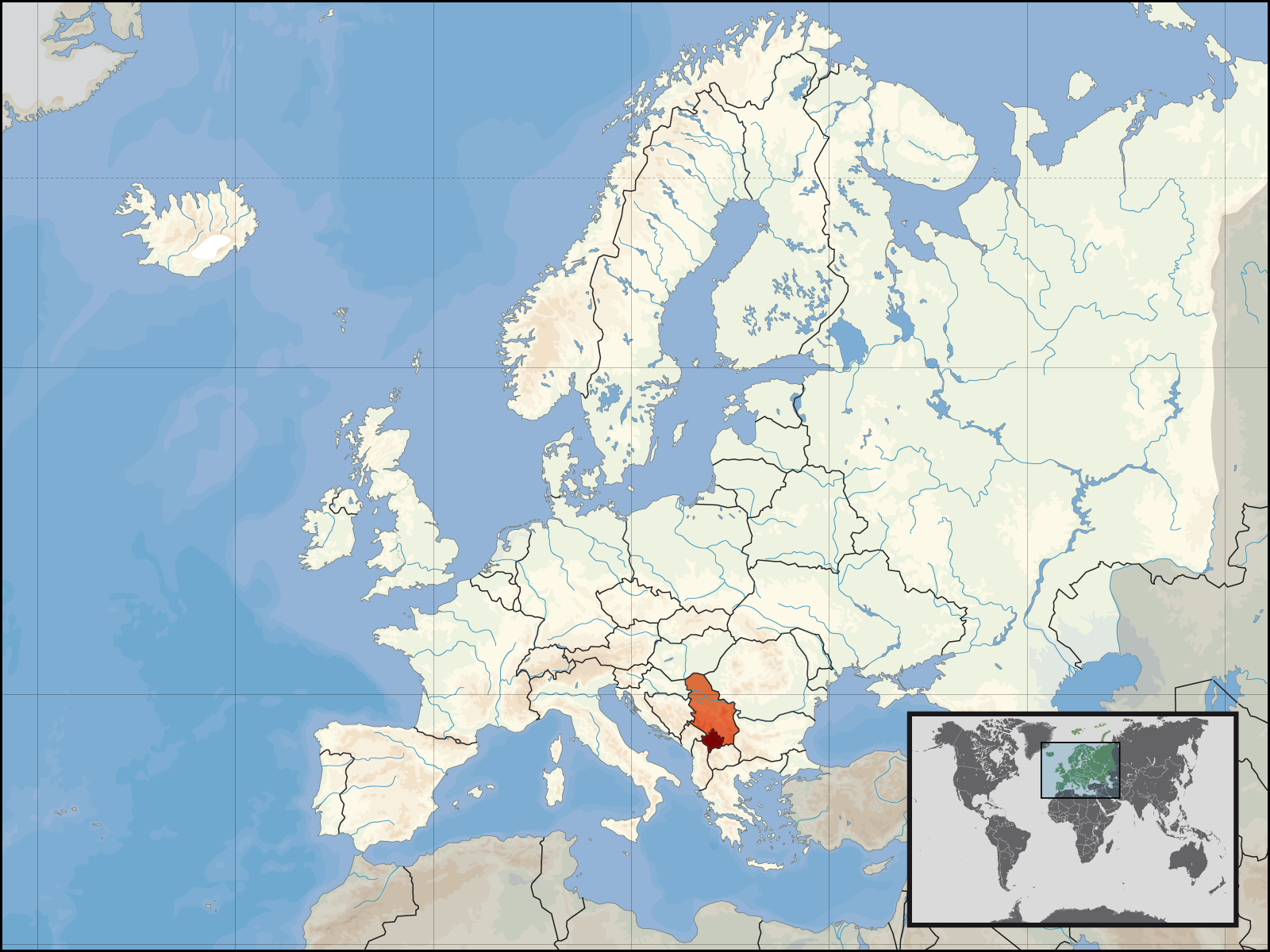
コソボの位置

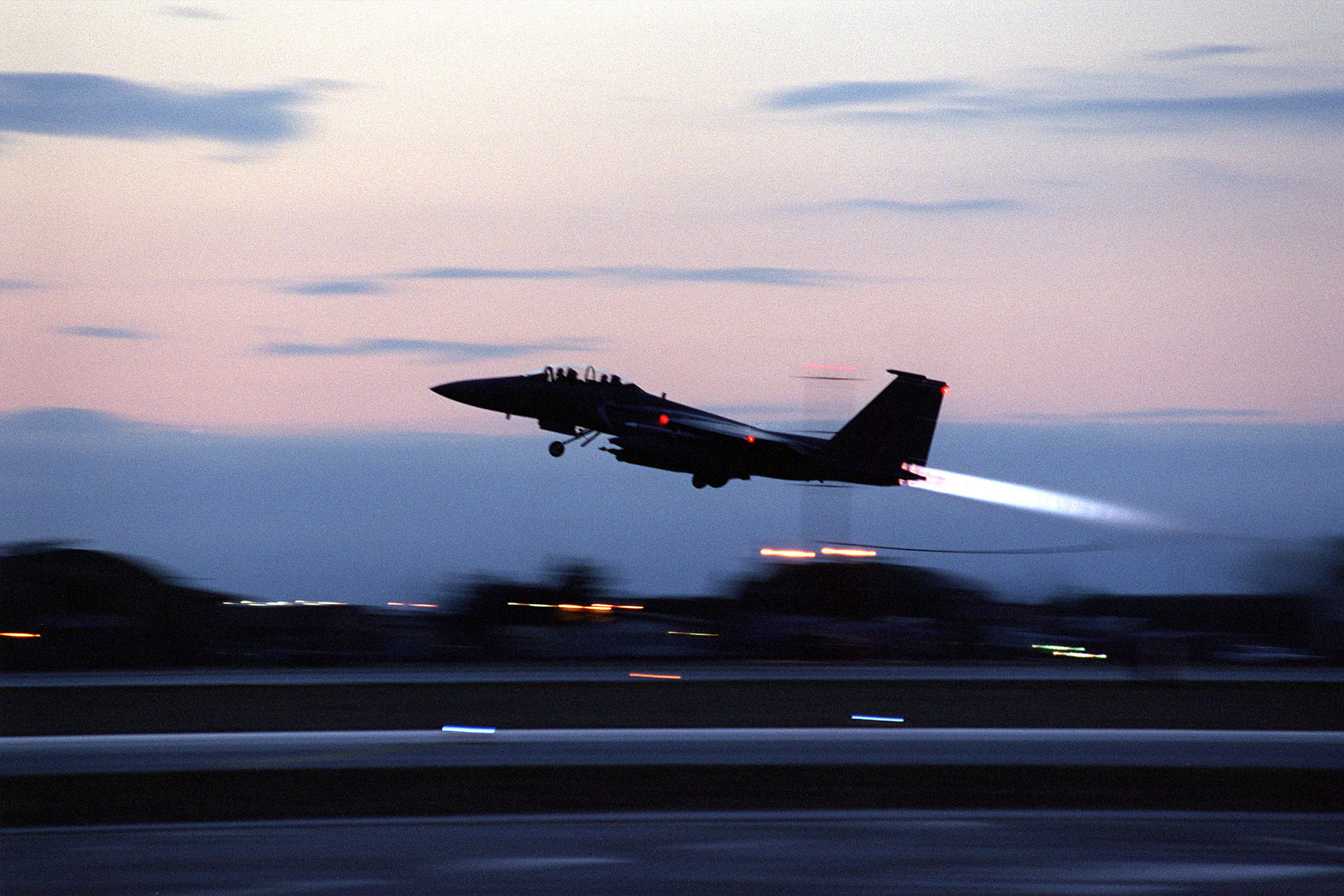
1999年3月28日に攻撃出撃するF-15E

アライド・フォース作戦（アライド・フォースさくせん、Operation Allied Force）は、北大西洋条約機構 (NATO) 加盟諸国がコソボ紛争末期の1999年に実施した航空攻撃を主とする作戦。作戦名の“Allied Force”とは「連合軍」の意。この作戦によって行われた大規模な空爆を「コソボ空爆」と呼ぶ。
当初はユーゴスラビア連邦共和国の首都であるベオグラードや、コソボ、モンテネグロの軍事施設に限定された攻撃であったが、NATOはセルビア系による民族浄化などの不法行為を根拠にユーゴスラビア全域を攻撃の対象とするようになった。

## 背景
NATOの目的は当初からコソボのアルバニア系住民をユーゴスラビアの武装警察や民兵から保護し、コソボの自治権を奪還させることであった。アメリカ合衆国は会談期限が切れるまでに合意に達しなかった場合の武力行使を示唆し、これを支持するイギリスを中心としたNATO加盟諸国はイタリアとマケドニア共和国に軍を展開させた。1999年3月15日にパリで行われた2度目の和平交渉が行き詰ると、NATOは攻撃を決定し、航空攻撃の主力はイタリアに駐留する第5戦術航空軍 (5th Tactical Air Force) が任ぜられた。
第5戦術航空軍はイタリアに展開する航空機約270機の他に、アドリア海に展開したアメリカ、イギリス、フランス、イタリア、ギリシャなどの国から派遣された多国籍艦隊も指揮下に入った。この多国籍艦隊は、アメリカ海軍の原子力空母セオドア・ルーズベルト、ミサイル巡洋艦ヴェラ・ガルフ、レイテ・ガルフ、水陸両用即応群の強襲揚陸艦キアサージの他、イギリス海軍の軽空母インヴィンシブル、フランス海軍の空母フォッシュと駆逐艦9隻、フリゲート10隻、潜水艦3隻からなっていた。

## 経過

### 概要

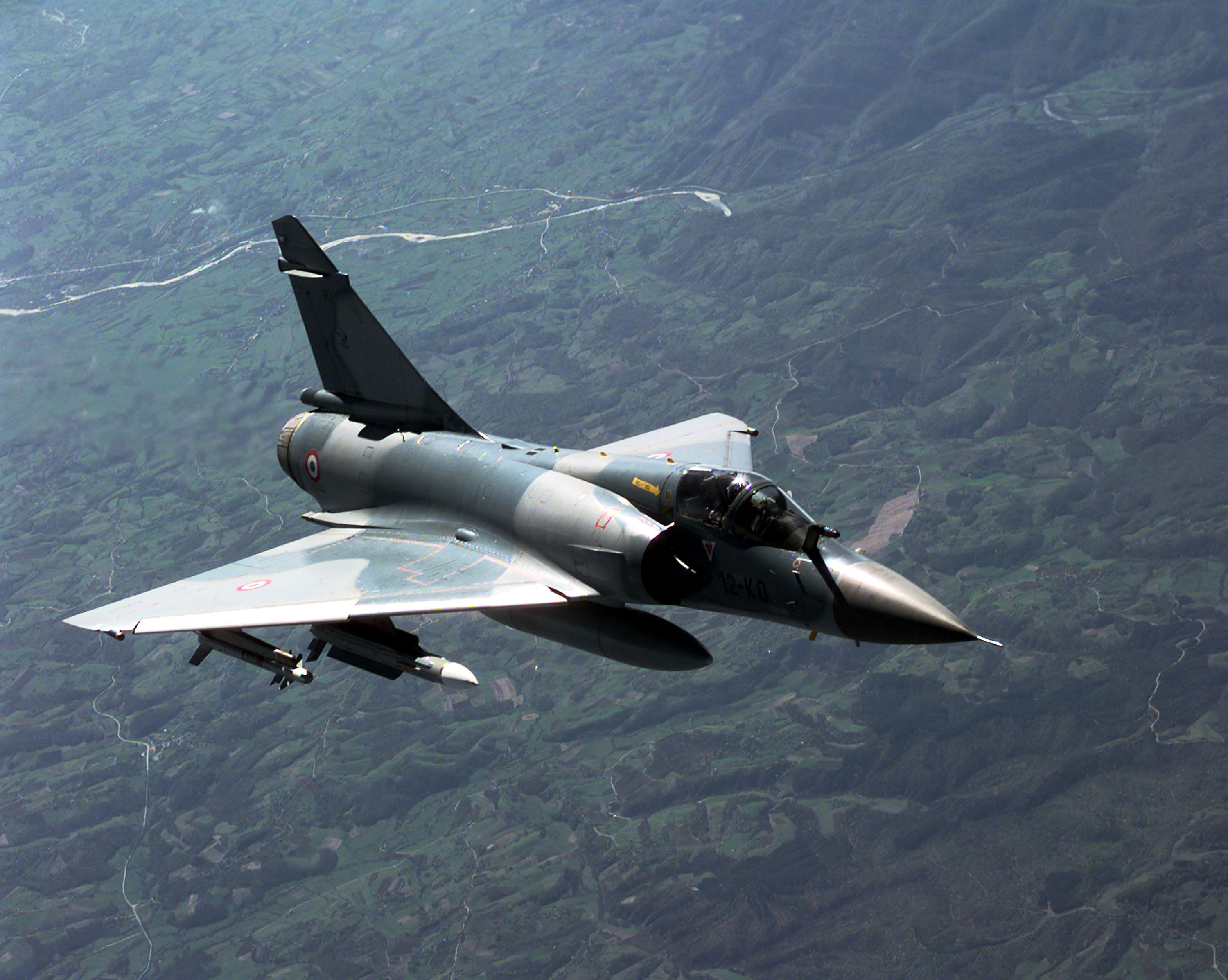
フランス空軍の戦闘機ミラージュ2000。

NATOが攻撃を決定する前後からイタリアに進出する航空機は増加の一途をたどり、多国籍艦隊の航空機を含めればアライド・フォース作戦が開始された1999年3月24日の頃には1000機以上になっていた。他にもアメリカとイギリス本国から戦略爆撃機が出撃し、空爆に参加した。攻撃の対象はユーゴスラビアの防空部隊と重要な軍事施設の破壊に振り向けられたが、天候に恵まれず効果は薄く、それは湾岸戦争やイラク戦争で行ったような精密爆撃に程遠いものでもあった。
攻撃の主力となったのはアメリカ空軍であったが、イギリス空軍も多数の支援航空機を派遣した。また、第二次世界大戦後初めての実戦参加となるドイツ連邦軍空軍もNATOの一員として戦闘に参加した。空爆の開始から一週間経過した後もセルビア系による民族浄化が進められ、国際連合はコソボのアルバニア系難民が850,000人に達したことを4月に発表した。一方でユーゴスラビア側はアルバニア系難民の増加はNATOの爆撃に起因するものであると主張した。
4月になるとNATOはコソボへの地上部隊侵攻を検討しはじめた。冬装備の準備やギリシャとアルバニアの港湾から侵攻ルートに至る道路の整備を行うには時間が少なく、編成は急を要した。そして、アメリカのビル・クリントン大統領はその兵力の多くがアメリカに依存することに消極的であった。同じ頃、フィンランドとロシアの外交チームはスロボダン・ミロシェヴィッチ大統領に譲歩するよう説得を繰り返した。ミロシェヴィッチ大統領が同意する6月まで空爆は続けられた。

### 1999年3月末

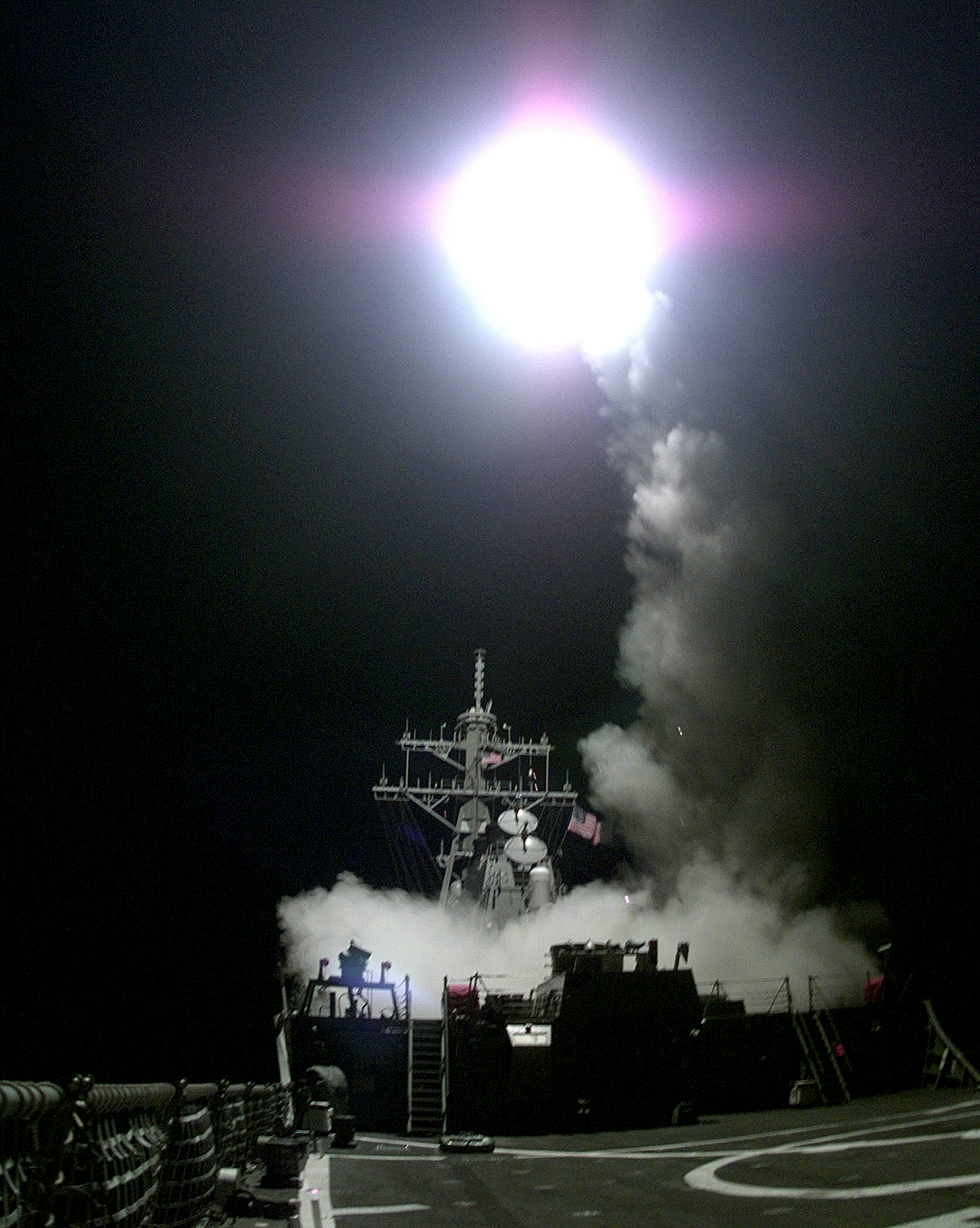
トマホークを発射するDDG-66 ゴンザレス。

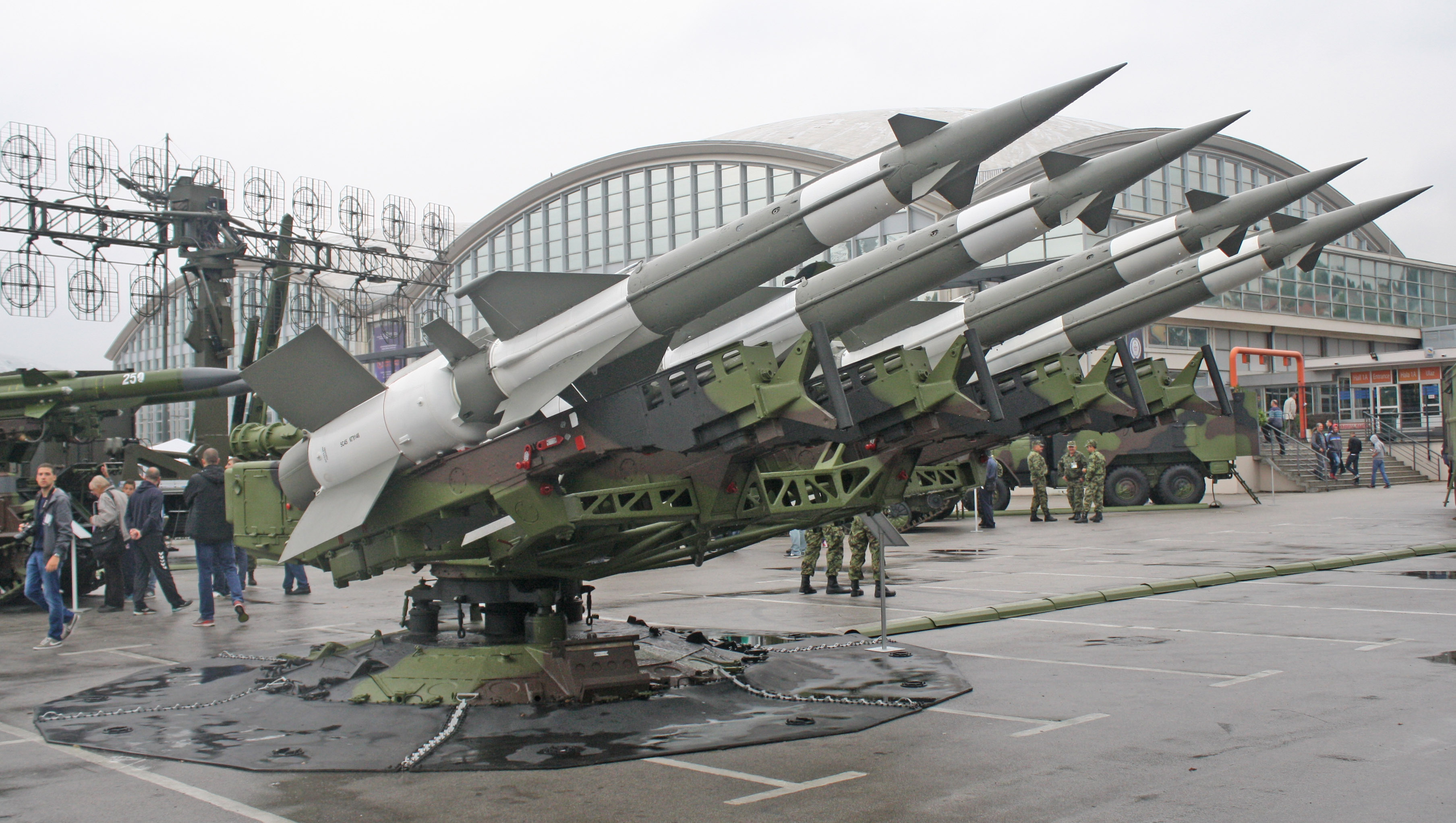
ユーゴスラビア軍の使用していた地対空ミサイル S-125。

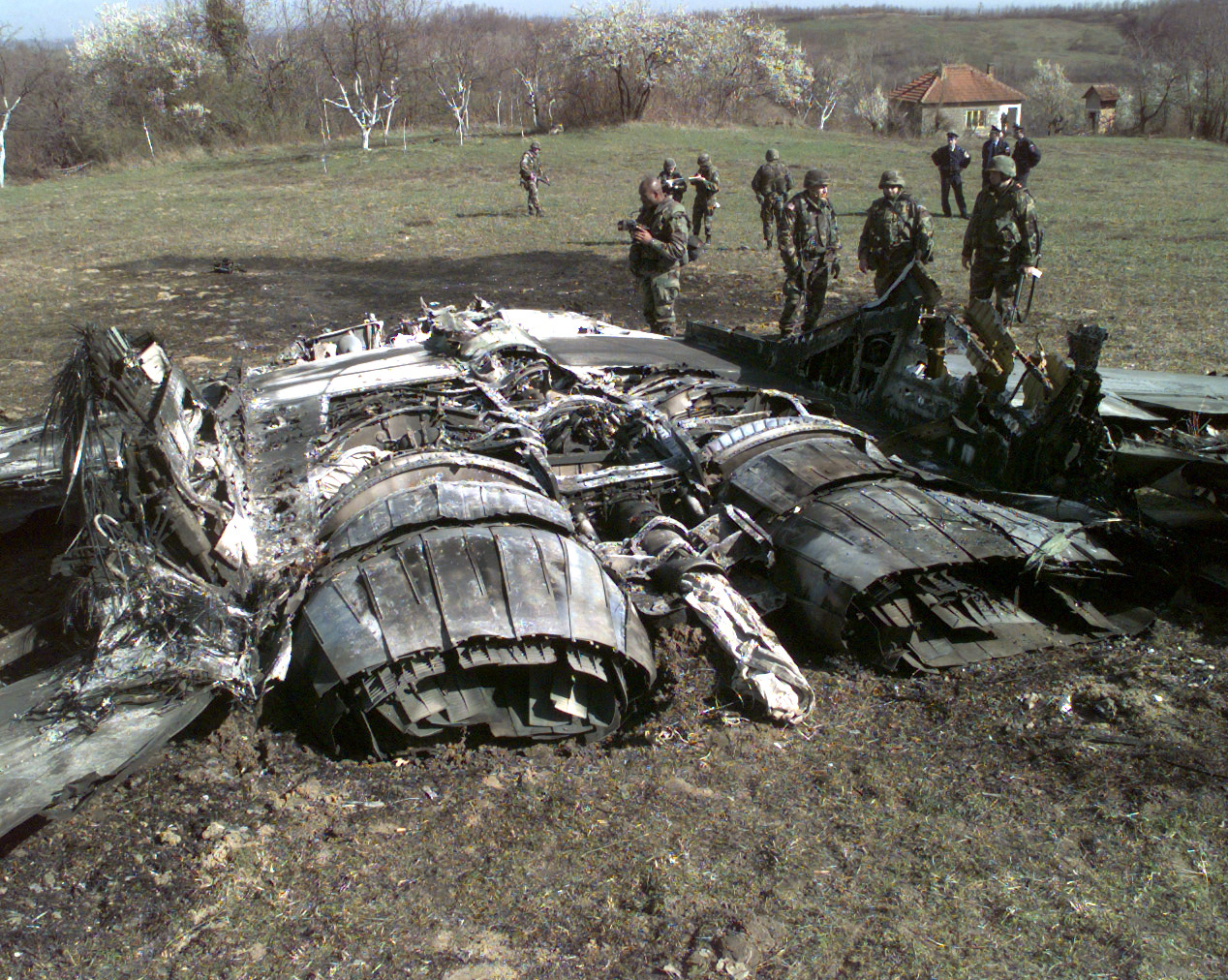
撃墜されたMiG-29と、それを調べるNATO軍人 (3月27日撮影)。

作戦は、3月24日の早朝、アメリカ空軍所属のB-52のJDAM・GPS誘導爆弾による空爆と、アメリカ海軍艦とイギリスの潜水艦スプレンディッドのCALCMとトマホーク巡航ミサイルによって開始した。作戦開始時の攻撃目標は、ユーゴスラビア連邦共和国の空軍基地や防空に関わる重要な領地、軍司令部などであった。その後攻撃に参加した11カ国の軍用機も参戦し、大規模な空爆を行った。全攻撃グループは、アメリカ空軍所属のF-15 イーグル、F-16 ファイティングファルコン、F/A-18 スーパーホーネット、フランス空軍所属のミラージュ2000による護衛を受けていた。
それらの航空戦力に対抗すべく、ユーゴスラビア軍第127航空連隊に所属する4機のMiG-29が迎撃のため緊急発進した。それに対しアメリカ空軍所属のF-15Cが、AIM-120、AIM-7を発射し、緊急発進した4機のうち2機のMiG-29を撃墜している。また、同日の夜には、オランダ空軍の第322飛行隊所属のF-16Aにより、MiG-29の一個編隊を迎撃、1機のMiG-29を、AIM-120による正面攻撃で撃墜している。
3月26日の昼間には、F-15がAIM-120を発射し、2機のMiG-29を撃墜している。
3月27日から28日にかけての夜には、アメリカ空軍所属のF-117がユーゴスラビア軍の地対空ミサイルS-125 （SA-3）によって撃墜されている。パイロットは射出座席で脱出、後に救助されている。

### 1999年4月
3月末から4月にかけて、アメリカ空軍のB-52とB-1Bが追加戦力としてイギリスに到着した。4月1日には、100機以上の軍用機が、ユーゴスラビア連邦共和国に向けて飛び立ち、空爆を行った。4月2日には、B-1Bが作戦の開始から初めて攻撃に参加、巡航ミサイルによりユーゴスラビア連邦共和国内務省のビルに大きな損害を与えた。
4月7日から4月8日にかけては、アメリカ本土から飛び立ったB-2がさらなる攻撃を行った。4月半ばにかけては、C-130やC-17Aなどの大型輸送機が、コソボの難民数百人に対し、食料やキャンプなどをアルバニアへ向け輸送している。
4月24日の記者会見でNATOは、ユーゴスラビア連邦共和国所属の75機の軍用機を破壊し、航空優勢を確保したと発表している。
4月末には、F-117やF-15Eなどのアメリカ空軍所属の戦闘爆撃機が、ユーゴスラビア全域に対する攻撃を行っている。

### 1999年5月
5月2日夜、飛行中のアメリカ空軍所属のF-16CにSAMが命中し墜落したが、パイロットは脱出している。その後、脱出したパイロットは、ユーゴスラビア軍による激しい攻撃の中、アメリカ空軍のヘリコプターによって救出された。
5月4日には、B-52が出撃、コソボのユーゴスラビア軍に対し絨毯爆撃を行った。また同日の夜、アメリカ空軍所属のF-16CJがAIM-120を発射し、MiG-29を1機撃墜した。
5月28日には、取材中に負傷したジャーナリストを搬送するために午前2時から午前4時までの2時間限定の停戦が行われ、その間一切の空爆が中断されている。

## 中国大使館への誤爆事件と事件後の殺人

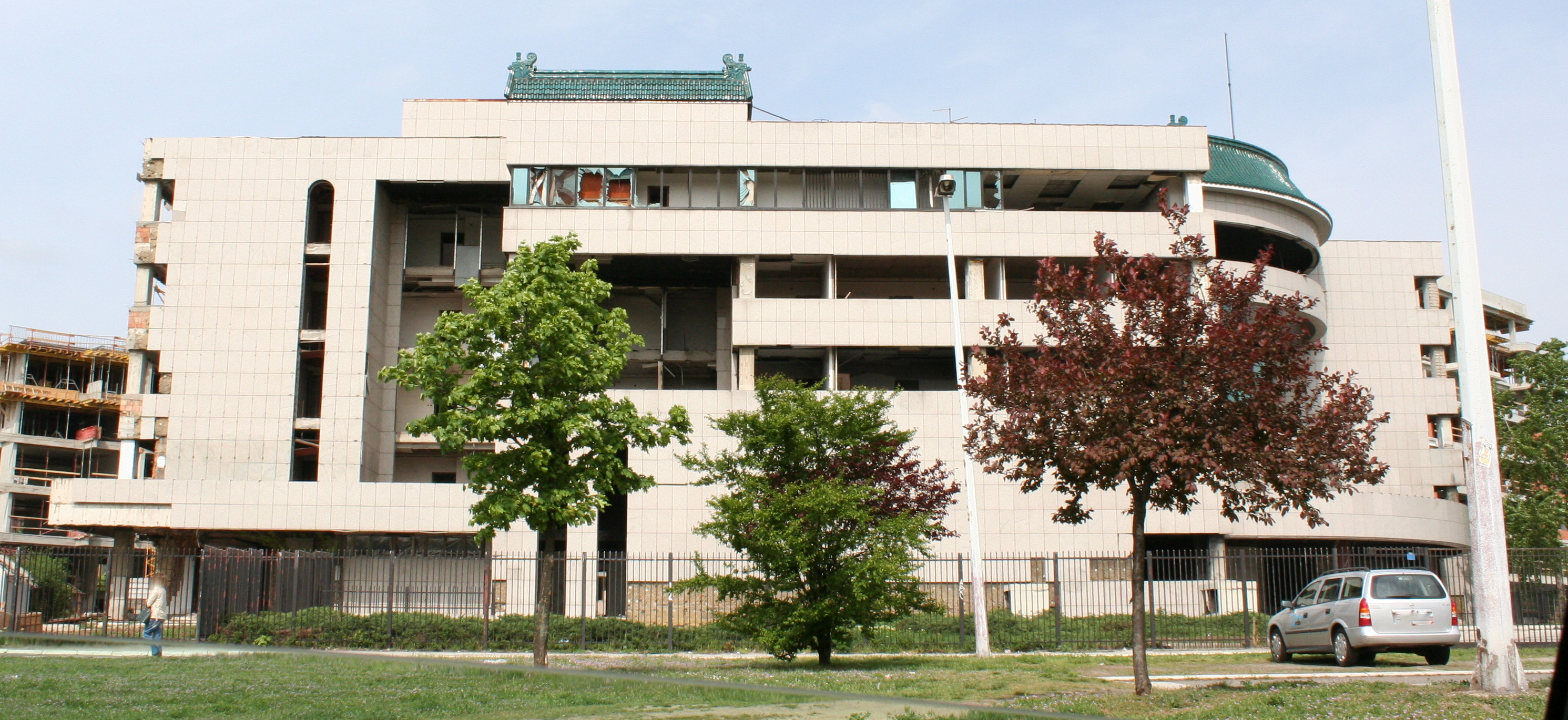
爆撃直後の中国大使館

1999年5月7日には、B-2がベオグラード市内に出撃、誤って駐ユーゴスラビア中華人民共和国大使館をJDAM爆弾で攻撃し、29人の死傷者を出している。後に緊急会議が開催され、NATOやアメリカ合衆国連邦政府は、中華人民共和国に対し誤爆を謝罪したが、当時中国は、セルビア側を支援していたため、故意に攻撃したのではないかという観測も報道された。
後に中国側は、これは意図的な爆撃であり、かつて中国がNATOによるハンガリーへの爆撃に反対したことへの報復ではないかと考え、アメリカに強く抗議した。 NATOは、CIAの古い地図を使用したために誤爆したと説明し、中国大使館はNATOの爆撃の真の標的であるユーゴスラビア軍総司令部からわずか180メートルしか離れておらず、両建物は大きさも形も非常によく似ていると説明した。 アムネスティ・インターナショナルは、NATOの説明を支持するとともに、無実の人々の命を損なわないための十分な措置を講じなかったことを非難した。
中国人はこの出来事に激怒し、北京市にあるマクドナルドを襲撃、10店舗を破壊するデモ活動をした。
なお、中国大使館を爆撃目標と指定したのは、アメリカ中央情報局中佐のウィリアム・J・ベネットであり、「誤爆」の責任を取らされて、2000年にCIAを解雇されている。その後、2009年3月22日、ベネットが妻とともに公園を散歩していた際に、窓のない白い不審車両が公園に入って行き、激しい物音がした後に自動車が走り去るという出来事が発生した。発見された時にはベネットはすでに死亡しており、妻も重傷を負っていた。この殺人事件に関して、2009年4月に米誌『フォーリンポリシー』は、ベネットの過去の経歴が関係している「暗殺」であったと報じている。一方、米連邦捜査局(FBI)は、「事件とベネットの経歴を結びつける証拠は一切ない」と暗殺説を否定している。
NBCWashingtonによれば、2009年3月22日の早朝、バージニア州ラウドン群の道路脇の芝生で遺体で発見され、近くで妻も負傷して倒れていたとされる。捜査当局は、不審な3人組が白いバンで付近を運転するのが目撃されており、彼らに襲われた可能性があると述べている。ベネット夫妻はジョギングウェアを着用していたとされる。ベネットは、誤爆の際の標的特定に役立った当局者の一人であったと、引退した情報機関の諜報員が語ったとされる。。
『フォーリン・ポリシー』によれば、ベネットは誤爆の際にターゲットを指定したCIAの責任者の一人であり、ベネットはイラクで軍隊を訓練するなどCIAの契約労働者としての仕事もしており、妻のシンシア・ベネットは、米国連邦議会議事堂の設計者の調達責任者だったとされる。CIA関係者は、2009年4月6日の月曜日に、「現時点では、ベネット氏の殺害が軍やCIAでの勤務と関係があるという兆候は全くない」と述べたとされる。
LoudounIndependentによれば、CIAのスポークマンであるジョージ・リトルはベネットが数年間そのCIAの請負業者として働いていたことを確認し、契約は2000年に終了したと語ったされる。

## 空爆に対する批判
この空爆は、そもそもユーゴスラビアが和平交渉において、合意文章に調印しなかったために起きたものだが、ユーゴ政府が調印しなかった理由として、和平交渉の期限切れ直前にアメリカが提出した付属文章B（Annex B）の存在がある。
その内容は、「コソボのみならずユーゴスラビア全域でNATO軍が展開・訓練できるよう認め、なおかつ治外法権を認めよ」という、NATO軍による事実上のユーゴスラビア占領を意味するようなものであった。
空爆終了後、このアネックスBの存在が公表され、ドイツなどではメディアに公開されなかったことを問題視した。

## その後

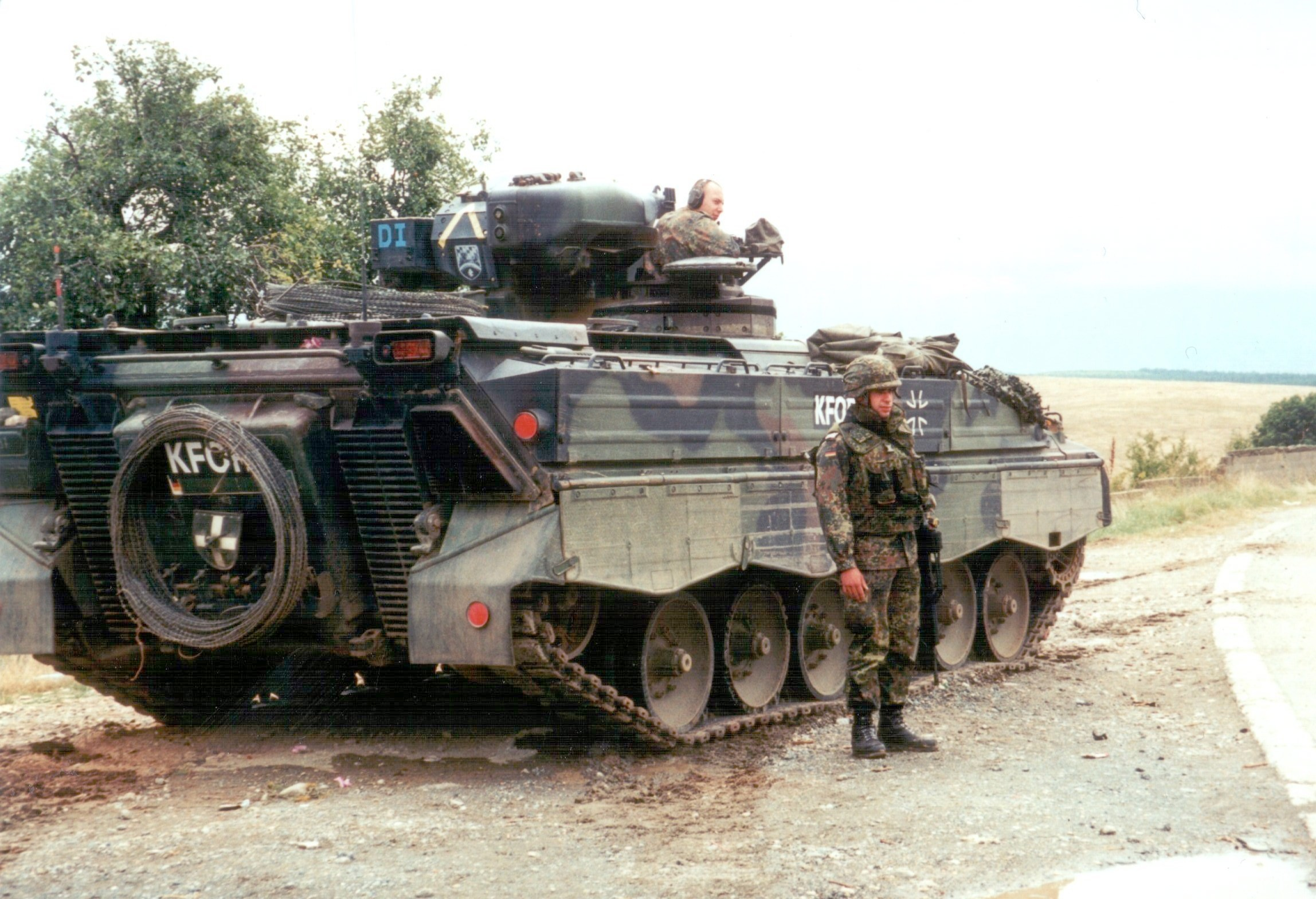
ドイツのKFOR

6月12日に平和維持部隊 (KFOR) がコソボに到着した。NATOの地上部隊を基礎にした平和維持部隊は戦闘の備えもあったが、実際に戦闘することはなかった。西からはイギリス陸軍（第4機甲旅団、第5空挺旅団）、フランス陸軍、ドイツ陸軍が進出し、アメリカ陸軍、アメリカ海兵隊、イタリア陸軍、ギリシャ陸軍（第501機械化大隊）などは南から入った。
また、KFORには当初からロシア軍も参加しており、空挺部隊を基幹とする約3,600名規模（うち戦闘部隊は5個大隊2,850名）の部隊が派遣され、プリシュティナ空港経由の空輸と、ギリシャのテッサロニキ港経由の海上輸送でロシア本国から現地に入った。NATOの指揮系統外の独自の指揮系統を保ち、プリシュティナを含む広域にわたって展開した。